# Armous-et-Cau
Armous-et-Cau è un comune francese di 99 abitanti situato nel dipartimento del Gers nella regione dell'Occitania.

## Società

### Evoluzione demografica
Abitanti censiti